# 希斯洛機場第2、3航廈站
希斯羅機場2及3號客運大樓站（英語：Heathrow Terminal 2 & 3 tube station）位於英國倫敦希靈登區，是倫敦地鐵皮卡迪利線的地鐵站，也是希斯羅機場的聯外交通地鐵站之一。

## 概述

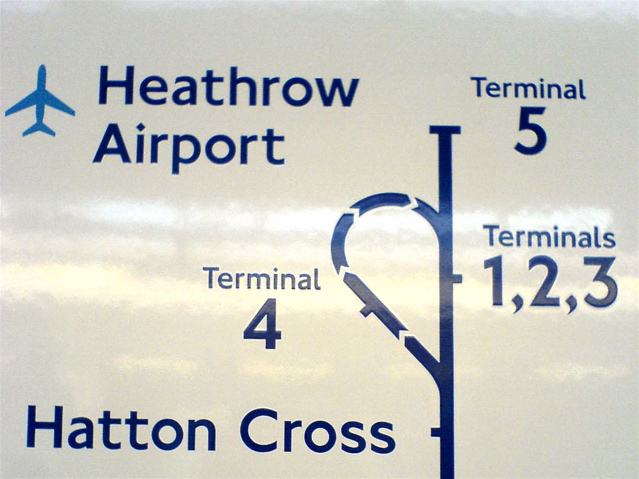
皮卡迪利線機場段的行車路線及車站圖

本站於1977年12月16日啟用作為皮卡迪利線的延伸線終點站，當時的站名為希斯羅中央站。在本站啟用前，終點站則為其前一站的赫頓十字站（1975年開放），本站開幕後希斯洛機場從此有了聯外的地下鐵路系統。後來隨著4號航廈的發展及新增地鐵站的可能性，本站於是在1983年9月3日更為「希斯羅中央1,2及3号航站楼站」，1986年4月12日改名為「希斯羅机场1,2及3号航站楼站」，而第4航廈站也在當天起正式營運。
第4航廈站位在一條由赫頓十字站前往第2、3航廈站，單向的單線環狀軌道上，開幕之後使得大部分從赫頓十字站來的直達服務終止，而大部分皮卡迪利線的列車會先到達第4航廈站，但某些清早的列車仍然直接駛往第2、3航廈站，造成部份乘客的困擾。而後為了第5航廈站的興建，第4航廈站及這條環狀軌道於2005年1月7日暫時關閉，使得第2、3航廈站再度成為終點站。這種情況直到2006年9月17日5號航廈隧道全線竣工為止，而第4航廈站及環狀軌道也從此後重新開放使用。縱使第5航廈站於2008年3月27日啟用，但皮卡迪利線機場支線上列車班次的頻率仍一如以往。目前希斯羅機場的地鐵列車分為兩種，一為駛往第4航廈站，再沿環狀軌行經第2、3航廈站，接著繼續前往倫敦市區，另一種則是行經第2、3航廈站開往第5航廈終點站。
希斯羅機場第2、3航廈站內擁有一對往東的通道（可直接從月台上看見）及6座電扶梯，其中4座連接月台及售票大廳，2座連接售票大廳及表面層，月台層及售票大廳層之間有個夾樓層，作為員工辦公室和相關設備之用。第一月台可供雙向列車通行，但第二月台就只有東行列車。希斯羅亦有常駐的交通警察隊。
現在第5航廈已經開幕，而且一旦來自其他航廈的航空公司調動完成後，現有的第2航廈將會拆除，並於原址興建一座稱為「希斯羅東」的航廈。這可能使得本站將會需要重新命名，或至少從其現有名稱中去除「第2」的字樣。現有的建議提倡將本站站名恢復為最早的「希斯羅中央站」。直至2016年1月因應第1航廈已經拆卸而改名成現在的「希斯羅機場第2、3航廈」。
和希思羅機場快線相較之下，倫敦地鐵只提供牡蠣卡使用者在各航廈間的免費轉乘，自第四航廈站利用皮卡迪利線前往第2、3航廈站的旅客必須要購票，而且另一方向也沒有直達服務。而來往希斯羅機場各航廈間的旅客在希斯洛快線上不用付費，就可以搭車前往第5航廈，或者利用希斯羅列車（Heathrow Connect）前往第四航廈。